# Aphaereta
Aphaereta är ett släkte av steklar som beskrevs av Förster 1862. Aphaereta ingår i familjen bracksteklar.

## Dottertaxa tillAphaereta, i alfabetisk ordning[1][2]
- Aphaereta alkonost
- Aphaereta aotea
- Aphaereta apicalis
- Aphaereta basirufa
- Aphaereta brevis
- Aphaereta colei
- Aphaereta confusa
- Aphaereta difficilis
- Aphaereta dipterica
- Aphaereta elegans
- Aphaereta excavata
- Aphaereta falcigera
- Aphaereta flavidens
- Aphaereta genevensis
- Aphaereta ithacensis
- Aphaereta kroshka
- Aphaereta laeviuscula
- Aphaereta lonchaeae
- Aphaereta major
- Aphaereta marshi
- Aphaereta masoni
- Aphaereta megalops
- Aphaereta melanura
- Aphaereta minuta
- Aphaereta muesebecki
- Aphaereta palea
- Aphaereta pallidinotum
- Aphaereta pallipes
- Aphaereta rubicunda
- Aphaereta sarcophagensis
- Aphaereta scaptomyzae
- Aphaereta subtropicalis
- Aphaereta sylvia
- Aphaereta tenuicornis
- Aphaereta tricolor
- Aphaereta varipedis
- Aphaereta vondelparkensis